# Улица Радищева (Пушкин)

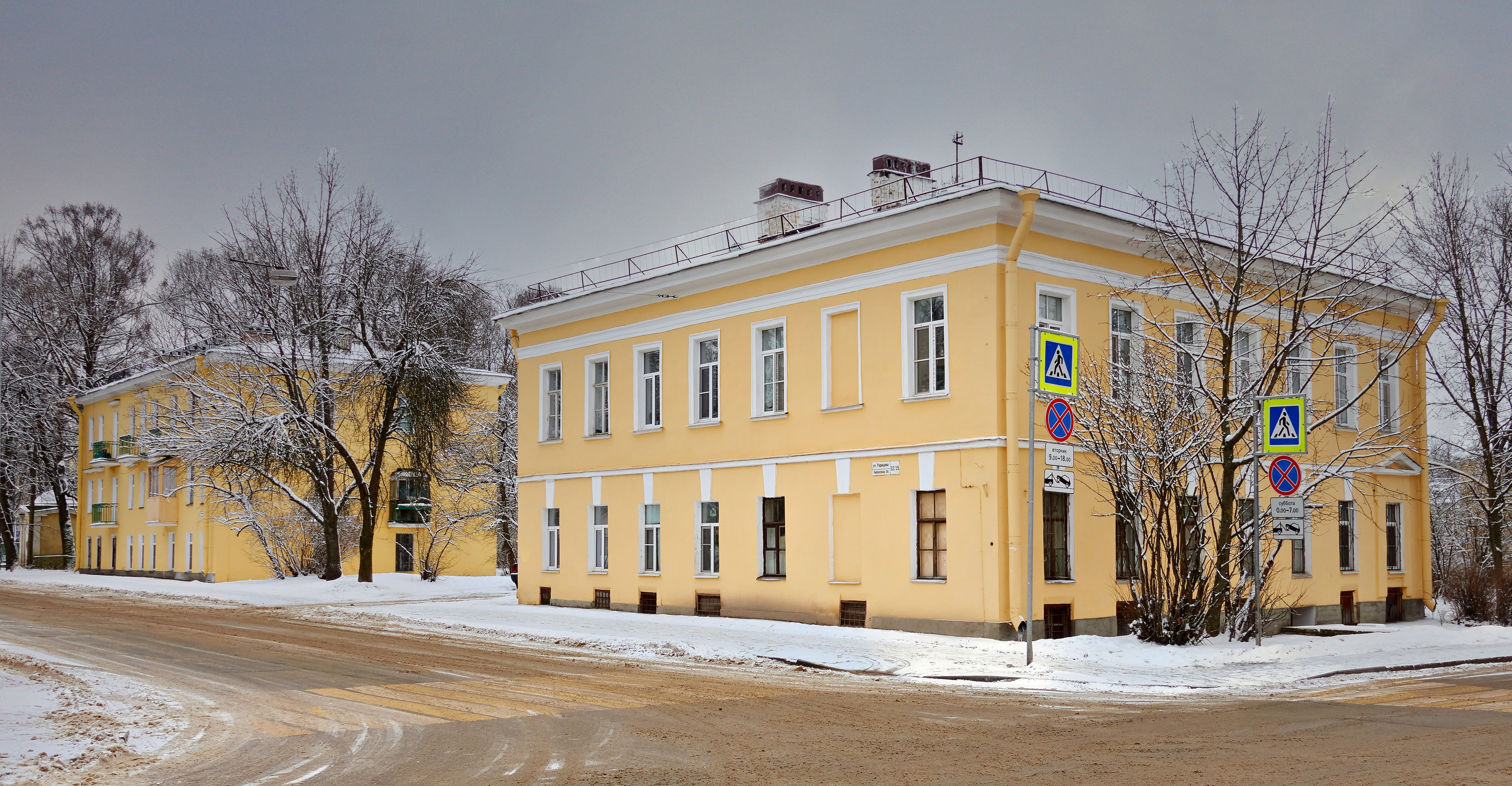
Дом А. П. Алексеева с флигелем (улица Радищева, 8, 12) у пересечения с улицей Красной Звезды

Улица Ради́щева — улица в городе Пушкине (Пушкинский район Санкт-Петербурга). Проходит от Парковой до Сапёрной улицы.

## История
В 1830-х годах улице присвоили название Велиовская — в честь коменданта Царского Села И. И. Велио. 4 сентября 1919 года улицу переименовали в улицу Радищева — в честь писателя А. Н. Радищева.

## Перекрёстки
- Парковая улица
- улица Красной Звезды
- Захаржевская улица
- Артиллерийская улица
- Прямой переулок
- Сапёрная улица